# Orchestra Maquis Original
Orchestra Maquis Original è una delle più note orchestre di musica dansi della Tanzania. Nata all'inizio degli anni 1970, è ancora in attività.

## Storia
Il gruppo fu fondato nel 1970 a Lubumbashi (Zaire) da un gruppo di musicisti che precedentemente militavano nel gruppo di rumba congolese Super Teo. Nel 1972 furono invitati a recarsi a Kampala, in Uganda, ma durante il viaggio iniziarono a esibirsi in Tanzania, e alla fine decisero di stabilirsi a Kinondoni, una delle zone principali di Dar es Salaam. Come molti altri gruppi dansi a partire dagli anni sessanta, l'orchestra riceveva finanziamenti statali ed era amministrativamente organizzata come una cooperativa, con un presidente e musicisti salariati. La cooperativa era coinvolta in diverse attività commerciali non tutte legate al mercato della musica (tra l'altro, possiede e gestisce tuttora una fattoria). Il leader dell'orchestra era anche presidente della società; il primo fu il sassofonista Chinyama Chianza, uno dei membri fondatori, che rimase alla guida del gruppo fino alla propria morte, avvenuta nel 1985.
Negli anni settanta l'orchestra divenne estremamente popolare creando uno stile (mtindo) chiamato kamanyola bila jasho.
Dopo la morte di Chianza la direzione del gruppo passò a un altro membro fondatore, il chitarrista Nguza Mbangu, celebre per i suoi spettacolari assoli (due esempi particolarmente noti si trovano in Mpenzi Luta e Mabruki). Nel 1987 Mbangu abbandonò l'orchestra per iniziare una nuova serie di progetti che lo avrebbero portato a fondare un altro gruppo dansi di grande successo, l'Orchestra Safari Sound. Successore di Mbangu alla guida di Maquis fu il tastierista e cantante Mbuya Makonga. Altri membri dell'orchestra che si sono succeduti alla direzione del gruppo (e alla presidenza della società) sono Thsimanga Assosa (cantante) e Ilunga Mbanza (bassista). In particolare ad Assosa si devono i più grandi successi ottenuti dall'orchestra in tempi recenti, Makumbele e Ngalula. Attraverso questi brani si è imposto all'attenzione del pubblico e della critica anche il "chitarrista prodigio" Dekula Kahanga, che in seguito si è trasferito in Svezia e oggi si esibisce con l'orchestra Maquis solo occasionalmente.
Durante la sua lunga carriera, l'orchestra Maquis ha esplorato una varietà di nuovi stili (mitindo). Fra quelli che hanno avuto più successo dopo il kamanyola si possono citare il sanifu, l'ogelea piga mbizi e lo zembwela, stile oggi talmente popolare che la parola "zembwela" viene spesso usata come sinonimo di "ballo".